# 麦城
麦城，古地名，在今湖北省当阳市两河镇麦城村境内。东汉建安二十四年（220年），关羽失守荆州，暫走麦城，最终被马忠所擒。

## 建置沿革
东周时，该地为楚国重要城邑。隋代开皇十八年（593年），为昭丘县县治。

## 麦城遗址
麦城现残存的城垣长约100米，高6米，底宽20米，顶宽8-12米，为夯土垒筑。